# Mk 1 (granada)
A granada Mk 1 (às vezes escrita Mk I) é uma granada de mão de fragmentação usada pelas forças americanas durante a Primeira Guerra Mundial. De acordo com seus projetistas, seria a granada "mais simples", porém mais "infalível" já feita. No entanto, alguns problemas importantes apareceram quando a granada foi usada em campo. Ela foi retirada de serviço antes do fim da guerra, substituída em 1918 pela granada Mk 2 aprimorada usada durante a Segunda Guerra Mundial.

## História
Quando as forças americanas entraram na Primeira Guerra Mundial, faltavam-lhes uma granada de fragmentação própria. As forças americanas frequentemente recebiam a granada britânica Mills ou a granada francesa F1. Quando chegou a hora de fazer uma granada, os projetistas americanos buscaram inspiração na granada F1. Em 1917, foi criada a granada Mk 1.
No entanto, tornou-se evidente que a granada Mk 1 era bastante difícil de usar em campo. As granadas muitas vezes não eram acesas corretamente antes de serem lançadas, e os inimigos devolviam a granada, desta vez devidamente acesa. A Mk 1 foi imediatamente recolhida e a produção interrompida. Ela foi substituída em 1918 pela granada Mk 2 aprimorada usada durante a Segunda Guerra Mundial.